# Rodolfo Almeida
Rodolfo Almeida Morando, manchmal auch Rodolfo Almeyda, (* 10. Juni 1923 in Buenos Aires; † 14. Juli 2006) war ein chilenischer Fußballspieler argentinischer Herkunft. Der Mittelfeldspieler wurde zweimal chilenischer Meister und spielte 22 Länderspiele für Chile.

## Vereinskarriere
Rodolfo Almeida wurde in Buenos Aires geboren und spielte von 1940 bis 1946 für den Racing Club de Avellaneda. Mit dem argentinischen Klub war Almeida 1946 auf einer Chile-Reise und schloss sich CD Universidad Católica an. Mit UC gewann Almeida 1949 die erste Meisterschaft der Vereinsgeschichte. Das Gleiche gelang Almeida mit dem CD Palestino 1955. Er beendete bei Palestino seine Karriere 1961.

## Nationalmannschaft
Das erste Länderspiel von Rodolfo Almeida war die 0:2-Niederlage im Qualifikationsspiel im Februar 1954 für die Weltmeisterschaft 1954 gegen Brasilien. Für das Endturnier in der Schweiz qualifizierte sich La Roja nicht. Mit dem Nationalteam nahm er an den Südamerikameisterschaften 1955 und 1956 teil, bei denen Chile jeweils die Vizemeisterschaft gewann. Almeida absolvierte jeweils alle fünf Spiele. Durch den zweiten Platz 1956 qualifizierte sich Chile zudem für die Panamerikameisterschaft 1956, allerdings wurde Almeidas Team mit nur einem Unentschieden Letzter der sechs Teilnehmer.
Beim Campeonato Sudamericano 1957 stand Almeida dreimal in der Startelf und wurde in einer Partie eingewechselt. Chile belegte mit einem Sieg und einem Unentschieden bei vier Niederlagen den vorletzten Platz.
Das letzte Länderspiel des Mittelfeldspielers war das Freundschaftsspiel im Juni 1960 gegen Brasilien. Rodolfo Almeida absolvierte insgesamt 22 Länderspiele.

## Erfolge
Universidad Católica
- Chilenischer Meister: 1949

Palestino
- Chilenischer Meister: 1955